# Elecciones estatales de Tamaulipas de 1998
Las Elecciones estatales de Tamaulipas de 1998 se celebraron el domingo 25 de octubre de 1998, habiéndose renovado los siguientes cargos de elección popular en el estado mexicano de Tamaulipas:
- Gobernador de Tamaulipas. Titular del poder ejecutivo del estado, electo para un periodo de seis años no reelegibles en ningún caso. El candidato electo fue Tomás Yarrington Ruvalcaba.
- 43 ayuntamientos. Compuestos por un presidente municipal y regidores, electos para un periodo de tres años no reelegibles para el periodo inmediato.
- 32 diputados del Congreso del Estado. 19 electos por una mayoría de cada uno de los distritos electorales y 13 de representación proporcional.

## Resultados electorales

### Gobernador
|  | 53.66 % |

|  | 26.02 % |

|  | 15.66 % |

|  | 1.24 % |

|  | 0.69 % |

|  | 0.30 % |

|  | 0.14 % |

|  | 0.05 % |

|  | 2.03 % |

|  | 100.00 % |

### Ayuntamientos
| Partido                                   | Partido                              | Municipios |
| ----------------------------------------- | ------------------------------------ | ---------- |
|                                           | Partido Revolucionario Institucional | 40         |
|                                           | Partido de la Revolución Democrática | 2          |
|                                           | Candidato sin partido                | 1          |
| Fuente: Instituto Electoral de Tamaulipas |                                      |            |

#### Candidatos electos
| Municipio          | Partido | Alcalde (1999-2001)                 |
| ------------------ | ------- | ----------------------------------- |
| Abasolo            |         | Juvenal Ramírez Lucio               |
| Aldama             |         | Abad Smer Silva                     |
| Altamira           |         | Sergio Carrillo Estrada             |
| Antiguo Morelos    |         | José Pedro Martínez Muñiz           |
| Burgos             |         | Pedro Galván Rivera                 |
| Bustamante         |         | José Guadalupe Serna Trejo          |
| Camargo            |         | Lorenzo Ramírez Díaz                |
| Casas              |         | Jorge Candelario Hinojosa Rodríguez |
| Ciudad Madero      |         | Juan Manuel Hernández Correa        |
| Cruillas           |         | Heriberto Rivera Cantú              |
| Gómez Farías       |         | Arturo Lumbreras Delgado            |
| González           |         | Guadalupe Flores García             |
| Güémez             |         | José Lorenzo Morales Amaro          |
| Guerrero           |         | Rafael Contreras Gutiérrez          |
| Gustavo Díaz Ordaz |         | Ramón Jaime Aguayo                  |
| Hidalgo            |         | Sergio Carrillo Lumbreras           |
| Jaumave            |         | José Rivera Arriaga                 |
| Jiménez            |         | María del Rosario Elizondo Salinas  |
| Llera              |         | Raymundo Hernández García           |
| Mainero            |         | Martin Tovar González               |
| Mante              |         | Javier Villarreal Terán             |
| Matamoros          |         | Homar Zamorano Ayala                |
| Méndez             |         | Francisco Olvera Sánchez            |
| Mier               |         | Jesús Humberto Hinojosa Vivanco     |
| Miguel Alemán      |         | Raúl A. Rodríguez Barrera           |
| Miquihuana         |         | Erasmo Rodríguez Gámez              |
| Nuevo Laredo       |         | Horacio Garza Garza                 |
| Nuevo Morelos      |         | María Magdalena Montoya Paz         |
| Ocampo             |         | Vicente Guerrero Sánchez            |
| Padilla            |         | José Guadalupe Sena Rodríguez       |
| Palmillas          |         | Juan Jesús De la O Zavala           |
| Reynosa            |         | Luis Gerardo Higareda Adam          |
| Río Bravo          |         | Teodoro Escalón Martínez            |
| San Carlos         |         | Guadalupe Rodríguez González        |
| San Fernando       |         | Gabriel de la Garza Garza           |
| San Nicolás        |         | Fidel Narváez                       |
| Soto la Marina     |         | Guadalupe Bernal Barreto            |
| Tampico            |         | José Francisco Rábago Castillo      |
| Tula               |         | Rigoberto García Vázquez            |
| Valle Hermoso      |         | Juan José Chapa Garza               |
| Victoria           |         | Enrique Cárdenas del Avellano       |
| Villagrán          |         | Juan Valdez Rodríguez               |
| Xicoténcatl        |         | José De La Torre Valenzuela         |

### Diputados
| Partido | Partido | Mayoría relativa | Proporcional | Total |
| ------- | ------- | ---------------- | ------------ | ----- |
|         | PRI     | 17               | 3            | 20    |
|         | PRD     | 2                | 4            | 6     |
|         | PAN     | 0                | 6            | 6     |

## Encuesta preelectoral
| Encuestadora                                                   | Fecha               | Tomás Yarrington | Joaquín Hernández | Gustavo Cárdenas | NS/NC |
| -------------------------------------------------------------- | ------------------- | ---------------- | ----------------- | ---------------- | ----- |
| Encuestadora                                                   | Fecha               |                  |                   |                  | NS/NC |
| Centro de Estudios de Opinión de la Universidad de Guadalajara | 15 de julio de 1998 | 56.9%            | 14.7              | 13.3%            | 00.0% |

## Elecciones internas de los partidos políticos

### Partido Acción Nacional
En torno de él se agruparon panistas ``tradicionales'' y los nuevos cuadros, opuestos a las últimas dos dirigencias estatales, en manos de panistas de Reynosa.
Gustavo Cárdenas dejó en el camino a los alcaldes de Matamoros, Ramón Sampayo, y de Tampico, Diego Alonso Hinojosa. Les ganó de calle.
Cavazos quiso evitar a toda costa que Gustavo fuera el candidato, porque sabía que su popularidad -como alcalde de Victoria peleó de forma constante con el gobernador- ``estaba por las nubes'', dice Roberto Salinas, dirigente local del PAN.

### Partido Revolucionario Institucional
Se disputó en una contienda interna a la candidatura de Partido Revolucionario Institucional al Gobierno del Estado de Tamaulipas en una consulta interna a la base que fue celebrada el domingo 24 de mayo de 1998 contra sus otros 3 compañeros aspirantes a la candidatura del PRI al Gobierno de Tamaulipas: Oscar Luebbert Gutiérrez (entonces alcalde de Reynosa), Antonio Sánchez Gochicoa, Subsecretario de la Secretaría de Desarrollo Social y el Ex Secretario de Hacienda del Gobierno de Manuel Cavazos Lerma y Expresidente Municipal de Matamoros Tomás Yarrington quien era fuertemente apoyado por el entonces Gobernador de Tamaulipas.
Finalmente en esta contienda interna Tomás Yarrington derrotó a sus adversarios dejando en un segundo lugar de las preferencias a su paisano y compañero de partido Marco Antonio Bernal lo que motivó a que este último impugnara la elección interna, impugnación que no procedió, motivo por el cual Tomás Yarrington se convirtió en el candidato a gobernador de Tamaulipas por el Partido Revolucionario Institucional para posteriormente ganar la gubernatura de Tamaulipas en las elecciones celebradas el domingo 25 de octubre de 1998.

### Partido de la Revolución Democrática
Joaquín Hernández Correa derrotó a su compañero de bancada, Juan Antonio Guajardo, y a Antonio Martínez Torres